# Landtagswahlkreis Krefeld II
Der Landtagswahlkreis Krefeld II ist ein Landtagswahlkreis in Krefeld in Nordrhein-Westfalen. Er umfasst die Stadtbezirke Nord, Hüls, Mitte, Ost und Uerdingen.
Diesen Zuschnitt hat der Wahlkreis seit 2022, als er den Stadtbezirk Oppum-Linn an den Wahlkreis Krefeld I – Viersen III abgab, dafür jedoch den Stadtbezirk Mitte erhielt.

## Landtagswahl 2022
Wahlberechtigt zur Landtagswahl 2017 waren 91.879 Einwohner des Wahlkreises. Die Wahlbeteiligung lag bei 53,8 %.
| Direktkandidat       | Erststimmen in % | Partei | Zweitstimmen in % |
| -------------------- | ---------------- | ------ | ----------------- |
| Marc Blondin         | 37,2             | CDU    | 37,0              |
| Katharina Nowak      | 28,0             | SPD    | 25,1              |
| Benjamin Zander      | 18,0             | GRÜNE  | 18,6              |
| Daniel Dick          | 6,3              | FDP    | 6,8               |
| Thomas Mayer-Steudte | 4,9              | AfD    | 4,7               |
| Stephan Hagemes      | 2,5              | LINKE  | 2,0               |
| –                    | 3,1              | Übrige | 5,8               |

## Landtagswahl 2017
Wahlberechtigt zur Landtagswahl 2017 waren 84.719 Einwohner des Wahlkreises. Die Wahlbeteiligung lag bei 65,8 %.
| Direktkandidat             | Erststimmen in % | Partei     | Zweitstimmen in % |
| -------------------------- | ---------------- | ---------- | ----------------- |
| Ina Spanier-Oppermann      | 35,8             | SPD        | 30,8              |
| Marc Blondin               | 39,7             | CDU        | 33,4              |
| Monika Brinner             | 5,1              | GRÜNE      | 5,8               |
| Daniel Dick                | 11,3             | FDP        | 15,9              |
| Sandra Leurs               | 1,7              | PIRATEN    | 0,9               |
| Michaela Calabrese-Lewicki | 4,3              | LINKE      | 4.0               |
| –                          | –                | AfD        | 6.2               |
| Andreas Schmid             | 2,2              | Die PARTEI | 0,7               |
| –                          | –                | Übrige     | 2,5               |

Bei der Landtagswahl am 14. Mai 2017 gewann erstmals Marc Blondin (CDU) mit 39,7 % der Erststimmen den Wahlkreis und konnte ihn somait nach fünf Jahren von der SPD zurückerobern. Die bisherige Wahlkreisabgeordnete Ina Spanier-Oppermann zog über ihren Platz auf der SPD-Landesliste in das Parlament ein.

## Landtagswahl 2012
Nachdem der Landtag NRW am 14. März 2012 mit großer Mehrheit seine Selbstauflösung beschlossen hatte, kam es am 13. Mai 2012 zu vorgezogenen Landtagswahl. Gegen die amtierende Ministerpräsidentin Hannelore Kraft trat die CDU mit ihrem Spitzenkandidaten Norbert Röttgen an. Sie erlitt starke Verluste.
Ina Spanier-Oppermann verwies den Favoriten überraschend klar auf Platz zwei und holte den Wahlkreis Krefeld II mit 21 339 Stimmen (41,3 Prozent; Schittges: 17 500 Stimmen, 33,86 Prozent).
Auch Krefeld I ging an den SPD-Kandidaten, nämlich an Ulrich Hahnen (SPD).
Wahlberechtigt zur Landtagswahl 2012 waren 85.868 Einwohner des Wahlkreises. Die Wahlbeteiligung lag bei 61,1 %.
| Direktkandidat        | Erststimmen in % | Partei       | Zweitstimmen in % |
| --------------------- | ---------------- | ------------ | ----------------- |
| Winfried Schittges    | 33,9             | CDU          | 25,6              |
| Ina Spanier-Oppermann | 41,3             | SPD          | 37,5              |
| Heidi Matthias        | 8,4              | GRÜNE        | 11,2              |
| Daniel Ansgar Dick    | 5,8              | FDP          | 12,1              |
| Manfred Büddemann     | 1,9              | LINKE        | 2,0               |
| Axel Braun            | 7,4              | PIRATEN      | 7,7               |
| Richard Jansen        | 0,7              | Die PARTEI   | 0,6               |
| Ralf Döhm             | 0,5              | FREIE WÄHLER | 0,4               |

## Landtagswahl 2010
Wahlberechtigt zur Landtagswahl 2010 waren 86.442 Einwohner des Wahlkreises. Die Wahlbeteiligung lag bei 60,7 %.
| Direktkandidat        | Erststimmen in % | Partei | Zweitstimmen in % |
| --------------------- | ---------------- | ------ | ----------------- |
| Winfried Schittges    | 41,5             | CDU    | 36,2              |
| Ina Spanier-Oppermann | 36,7             | SPD    | 31,5              |
| Heidi Matthias        | 10,1             | GRÜNE  | 12,7              |
| Kerstin Jensen        | 6,3              | FDP    | 9,1               |
| Manfred Büddemann     | 4,7              | LINKE  | 4,7               |
| Tobias Faku           | 0,7              | BüSo   | 0,1               |

## Landtagswahl 2005
Wahlberechtigt zur Landtagswahl 2005 waren 86.331 Einwohner des Wahlkreises. Die Wahlbeteiligung lag bei 63,9 %.
| Direktkandidat           | Partei        | Stimmen in % |
| ------------------------ | ------------- | ------------ |
| Petra Schneppe           | SPD           | 34,1         |
| Winfried Schittges       | CDU           | 46,1         |
| Walter Stössel           | FDP           | 8,3          |
| Stefani Mälzer           | GRÜNE         | 5,8          |
| Käthe Schwarz            | REP           | 0,7          |
| Franz-Josef Bischof      | PDS           | 0,7          |
| Edgar Pasch              | Unabh. Bürger | 0,9          |
| Brigitte Kunkel          | NPD           | 0,8          |
| Edith Bartelmus-Scholich | WASG          | 1,8          |
| Dieter Karcher           | Die PARTEI    | 0,4          |
| Kurt Daniels             | AMP           | 0,2          |